# Lars von Celsing
Lars Petrus Folke von Celsing, född 1 april 1916 i Stockholm, död 17 augusti 2009 i Lovö församling i Stockholms län, var en svensk diplomat och författare. Han var bror till arkitekten Peter Celsing. Han gifte sig 1955 med skådespelerskan Ulla Zetterberg.
von Celsing tog 1942 juris kandidatexamen, blev samma år attaché vid Utrikesdepartementet (UD), stationerades 1943 vid Sveriges ambassad i Bern i Schweiz och blev 1947 andre legationssekreterare där. Han var 1948–1949 tjänsteman vid FN:s säkerhetsråd, 1950 förste legationssekreterare i London, 1952 förste sekreterare vid UD, 1953–1954 tillförordnad chargé d’affaires i Lissabon, 1955 förste ambassadsekreterare i Teheran och Bagdad, 1958–1962 ambassadråd i Helsingfors, 1963 byråchef vid UD:s politiska avdelning, 1965 kansliråd, 1967 sändebud i Rabat, jämväl i Banjul, Dakar och Nouakchott, 1972 i Kairo och Khartoum samt 1976–1979 i Bryssel och Luxemburg.
Lars von Celsing avled 2009. En dödsruna över honom, skriven av utrikesrådet Carl-Magnus Hyltenius, publicerades i Svenska Dagbladet den 10 september 2009.